# Escuela malagueña de pintura

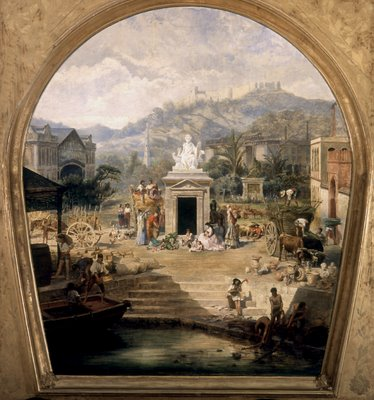
Alegoría de la Historia, Industria y Comercio de Málaga por Bernardo Ferrándiz.

Se conoce como Escuela malagueña de pintura al grupo de pintores activos a finales del siglo XIX y principios del XX relacionados con la Escuela de Bellas Artes de Málaga y que comparten un estilo costumbrista que se ha calificado como "realismo burgués" o "fortunysmo comercial".  

## Historia
La Real Academia de Bellas Artes de San Telmo fundó su escuela en 1851, a raíz de un decreto que posibilitó la apertura de escuelas de bellas artes en otros doce lugares de España como filiales de la madrileña Escuela de Bellas Artes de San Fernando. Su primer emplazamiento fue en la antigua escuela de San Telmo de la actual plaza de la Constitución, siendo nombrado catedrático Bernardo Ferrándiz en 1868. De entre todas las nuevas escuelas nacionales, la de Málaga sería una de las más destacadas debido a la favorable situación económica de las clases pudientes de la ciudad, que mantuvieron una gran demanda comercial. 
La producción pictórica de la escuela malagueña se distinguió por hacer uso de la técnica realista, pero adaptada al gusto de la burguesía, carente de denuncia o reivindicación social. Como la mayor parte de la pintura española de la época, se limitó al género de costumbres. Se representan escenas populares, a menudo con una ambientación nacionalista o regionalista; los retratos; los paisajes y las naturalezas muertas; y la pintura de historia.

## Integrantes
Entre los integrantes de este grupo pueden citarse al valenciano Bernardo Ferrándiz y Bádenes (1835-1885), Carlos de Haes (1826-1868), Antonio Muñoz Degrain (1841-1924), José Denis Belgrano (1844-1917), Emilio Ocón y Rivas (1845-1904), Joaquín Martínez De La Vega (1846-1905), Enrique Simonet Lombardo (1866-1927), Serafín Martínez del Rincón (1840-1892), Horacio Lengo Martínez (1840-1890), José Murillo Bracho (1827-1882), Manuel Criado Baca (1839-1899), Leoncio Talavera (1851-1878), Pedro Sáenz Sáenz (1863-1927), José Nogales Sevilla (1860-1939), José Moreno Carbonero (1858-1942) y Juan Palomo (1839-1887).